# 平井達矢
平井 達矢（ひらい たつや）は、日本の男性声優。主にアダルトゲームなどに声をあてている。旧名義は平井 真澄。

## 出演
太字は主役・メインキャラクター。

### アダルトアニメ
2003年
- 艶母（雨宮一彦[1]）

2004年
- Princess Holiday 〜転がるりんご亭千夜一夜〜（クリフ・クラウド[2]）

2007年
- 姦獄〜淫辱の実験棟〜（霜田和則[3]）

2009年
- 御魂〜忍〜（八尋）

2013年
- 黒と金の開かない鍵。（紺野千紘[4]）

### アダルトゲーム
2003年
- 月光に濡れる教室で、僕は。（イズミ）

2005年
- 群青の空を越えて（藤川達也[5]、士官）
- School Days（伊藤誠[6]）

2006年
- Summer Days（伊藤誠）[7]
- ウィズ アニバーサリィー（リオル[8]）
  - ウィズ アニバーサリィー FUNTA! feat.RURU（リオル）

2007年
- ピリオド（大城重久）
- Bullet Butlers（リック・アロースミス[9]）

2008年
- クロノベルト（リック・アロースミス）
- ピリオド -SWEET DROPS-（大城重久）

2009年
- 星空のメモリア -Wish upon a shooting star-（飛鳥未来）
- タペストリー -you will meet yourself-（清川幾人[10]）

2010年
- Cross Days（伊藤誠）[11]

2012年
- SHINY DAYS（伊藤誠）[12]

### BLゲーム(18禁)
時期不明
- 桜雪（久世芝[13]）
- スクエアな関係 -ぼくらの恋愛心理学3-（蒼井悟[14]）
- メイド★はじめました -ご主人様のお世話いたします♥-（津田圭一）
- ラッキードッグ1+bad egg（イヴァン・フィオーレ）

2006年
- 玉響 -たまゆら-（神代遼）

2007年
- コイビト遊戯（廣瀬諒[15]）
- 鬼畜眼鏡（佐伯克哉[16]）

2009年
- 花陰 -堕ちた蜜華-（ヒュー・グレン）
- ラッキードッグ1（イヴァン・フィオーレ[17]）
- 鬼畜眼鏡R（佐伯克哉）[18]

2011年
- Gian･carlo’S LUCKY HAPPY LIFE（イヴァン・フィオーレ[19]）
- オメルタ 〜沈黙の掟〜（瑠夏・ベリーニ[20]）

2013年
- オメルタ CODE:TYCOON（瑠夏・ベリーニ[21]）

### 18禁乙女ゲーム
時期不明
- 蝶の毒 華の鎖 幻想夜話（野宮瑞人[22]）

2007年
- Lover's Collection -ラヴァーズコレクション-（渡辺貴文[23]）

2009年
- すみれの蕾（日下部ハル[24]）
  - すみれの蕾 fan disc〜ウェディング大作戦〜（日下部ハル）[25]

2010年
- 黒と金の開かない鍵。（紺野千紘）

2011年
- 蝶の毒 華の鎖（野宮瑞人[26]）

2014年
- 女王蜂の王房（白鴎[27]）

### 一般向ゲーム
2014年
- オメルタ 〜沈黙の掟〜 THE LEGACY（瑠夏・ベリーニ）
- 蝶の毒 華の鎖〜大正艶恋異聞〜（野宮瑞人[28]）

### CD

#### ドラマCD
- ウィズ アニバーサリィー ドラマCD Re:birth（リオル、2007年）
- 愛されすぎて××されちゃうCD シリーズ（川崎巽[29]）
  - 愛されすぎて××されちゃうCD 激甘上司
  - 愛されすぎて××されちゃうCD 鬼畜上司
- 黒と金の開かない鍵。 第2弾 <智臣&千紘編>（紺野千紘[30]）
- クロノベルト 〜Crouching Tiger/Wonderful after〜（リック・アロースミス）
- 大好きな彼とHして腕まくらでピロートークされちゃうシリーズ 年上彼氏とドライブデート先で編[31]

#### BLCD
- おしおきセールスマン忌野狂助（忌野狂助）
  - 第一話 快楽哀歌[32]
  - 第二話 厚意と好意と行為[33]
- オメルタ 〜沈黙の掟〜 ドラマCD（瑠夏・ベリーニ）
  - Vol.1 霧生編 〜狂犬・霧生礼司の受難[34]
  - Vol.2 瑠夏編 〜相棒は……ボス!?[35]
- 鬼畜眼鏡シリーズ（佐伯克哉）
  - 鬼畜眼鏡ドラマCD -眼鏡装着盤-[36]
  - 鬼畜眼鏡ドラマCD -眼鏡装着盤II-[37]
  - 鬼畜眼鏡ドラマCD -眼鏡非装着盤-[38]
  - 鬼畜眼鏡ドラマCD -眼鏡非装着盤II-[39]
  - 鬼畜眼鏡ドラマCD -柘榴盤-[40]
  - 鬼畜眼鏡で“ゆく年くる年”-克哉×本多編-[41]
  - 鬼畜眼鏡ドラマCD -克哉×克哉 延長戦-[42]
- コイビト遊戯ドラマCD Vol.2 廣瀬諒×藍川裕太編 夕暮れ（廣瀬諒[43]）
- 花陰 -堕ちた蜜華- 陽炎（ヒュー・グレン[44]）
- メイド★はじめました -ご主人様のお世話いたします♥-（津田圭一）
- ラッキードッグ1 シリーズ（イヴァン・フィオーレ）
  - ラッキードッグ1 SUMMER CHANCE[45]
  - ラッキードッグ1 AUTUMN CHANCE[46]
  - ラッキードッグ1 WINTER CHANCE[47]
  - ラッキードッグ1 SPRING CHANCE[48]
  - ラッキードッグ1 anniversary：06.10[49]
  - ラッキードッグ1 MOBILE SPECIAL[50]

#### 音楽CD
- Contrast／佐伯克哉 〜鬼畜眼鏡 キャラクターソングCD〜（佐伯克哉[51]）